# UHBP
UHBP ist eine in Teilen Österreichs gebräuchliche, ironische Abkürzung für  Unser Herr Bundespräsident.
Die Abkürzung entstand als Scherz im Munde der Gegner des umstrittenen österreichischen Bundespräsidenten Kurt Waldheim (1986–1992) spätestens 1989 im Zuge der Waldheim-Affäre und ist von der im Protokoll gebräuchlichen Abkürzung „HBP“ für „Herr Bundespräsident“ abgeleitet.
Die Ironie liegt darin, dass die Langform „Unser Herr Bundespräsident“ nur selten (in besonders feierlichem Zusammenhang oder von eifrigen Anhängern) benutzt wird, ansonsten aber übertrieben unterwürfig klingt.
Auch bei Waldheims Nachfolger Thomas Klestil (1992–2004) blieb die in der Zwischenzeit auch liebevoll gemeinte Abkürzung in Gebrauch und wurde von Printmedien, Kabarettisten und der Bevölkerung verwendet. Dasselbe galt auch für Klestils Nachfolger Heinz Fischer, der schon zur Zeit seiner Kandidatur, 2004, als „UHBP“ bezeichnet wurde.
Häufige Verwendung fand die Abkürzung in der Kolumne „Kopfstücke“ von Herbert Hufnagl in der Tageszeitung Kurier.